# Hatem Ghoula
Hatem Ghoula (Túnez, 7 de junio de 1973) es un atleta tunecino, especialista en la prueba de 20 km marcha, con la que ha llegado a ser medallista de bronce mundial en 2007.

## Carrera deportiva
En el Mundial de Osaka 2007 gana la medalla de bronce en los 20 km marcha, con un tiempo de 1:22:40, quedando tras el ecuatoriano Jefferson Pérez (oro) y el español Paquillo Fernández (plata).